# 漱石悶々 夏目漱石最後の恋 京都祇園の二十九日間
『漱石悶々 夏目漱石最後の恋 京都祇園の二十九日間』（そうせきもんもん なつめそうせきさいごのこい きょうとぎおんのにじゅうくにちかん）は、NHK BSプレミアムの「スーパープレミアム」のスペシャルドラマとして2016年12月10日の19:30 - 20:59（JST）に放送されたテレビドラマ。全1回。
夏目漱石没後100年に当たる2016年に制作され、漱石が生涯を閉じる前年に京都で過ごした29日間の「最後の恋」を、残された日記や書簡をもとに創作を加えつつユーモアを交えて描く。漱石役を豊川悦司、京都祇園の女将・磯田多佳役を宮沢りえが演じ、『ちかえもん』で向田邦子賞を受賞した藤本有紀が脚本を、『京都人の密かな愉しみ』でATP賞テレビグランプリを受賞した源孝志が演出を担当する。
第33回ATP賞テレビグランプリ優秀賞（ドラマ部門）受賞作。

## あらすじ
『硝子戸の中』を書き終えた1915年（大正4年）3月、強度の神経衰弱と胃潰瘍に苦しむ漱石は、静養のため若い画家の友人・津田青楓の招きで京都へ向かう。木屋町の名旅館「北大嘉（きたのたいが）」に投宿した漱石は、「文芸芸妓」として名の知れた祇園のお茶屋「大友（だいとも）」の女将・磯田多佳と出会い強く惹かれていく。漱石は北野天満宮での梅見の約束を反故にされて落胆し、多佳を取り巻く若手実業家・加賀正太郎や老舗旅館の主人・岡本橘仙の存在に悶々と気を揉む日々を過ごす。「大友」での宴席で胃潰瘍を悪化させた漱石は多佳のもとで床に伏し、やがて回復すると、思いを伝えぬまま津田が呼び寄せた妻・鏡子とともに京都を去る。東京へ戻った漱石は、多佳との間に情熱あふれる書簡を交わす。

## 登場人物
夏目漱石〈48〉
演 - 豊川悦司
文豪。
磯田多佳〈36〉
演 - 宮沢りえ
京都祇園のお茶屋「大友（だいとも）」の女将。
津田青楓
演 - 林遣都
画家。漱石の友人。
加賀正太郎
演 - 青柳翔
大阪の実業家。
梅
演 - 犬山イヌコ
漱石付きの女中。
車夫
演 - 六平直政
人力車の車夫。
西川一草亭
演 - 村上新悟
華道家。青楓の兄。
君
演 - 尾上紫
元芸妓。漱石作品の熱狂的な読者。
金之助
演 - 鈴木杏
芸妓。漱石作品の熱狂的な読者。
岡本橘仙
演 - 白井晃
老舗旅館「萬屋」の主人。
夏目鏡子
演 - 秋山菜津子
漱石の妻。

## スタッフ
- 脚本 - 藤本有紀
- 音楽 - 阿部海太郎
- 演出 - 源孝志（オッティモ）
- プロデューサー - 川崎直子
- 制作統括 - 豊田研吾（NHK制作局）、牧野望（NHKコンテンツ開発センター）、伊藤純（NHKエンタープライズ）、石﨑宏哉
- 制作 - NHKエンタープライズ
- 制作・著作 - NHK、オッティモ

## 受賞
- 第33回ATP賞テレビグランプリ ドラマ部門 優秀賞[5][6]
- 第70回（2016年度）映像技術賞 撮影 （朝倉義人 / 東映）[7]